# František Šafránek
František Šafránek (Prága, 1931. január 2. – Prága, 1987. június 27.) cseh labdarúgóhátvéd.
A csehszlovák válogatott tagjaként részt vett az 1954-es és 1958-as labdarúgó-világbajnokságon, illetve az 1960-as labdarúgó-Európa-bajnokságon.